# Vingerkootje

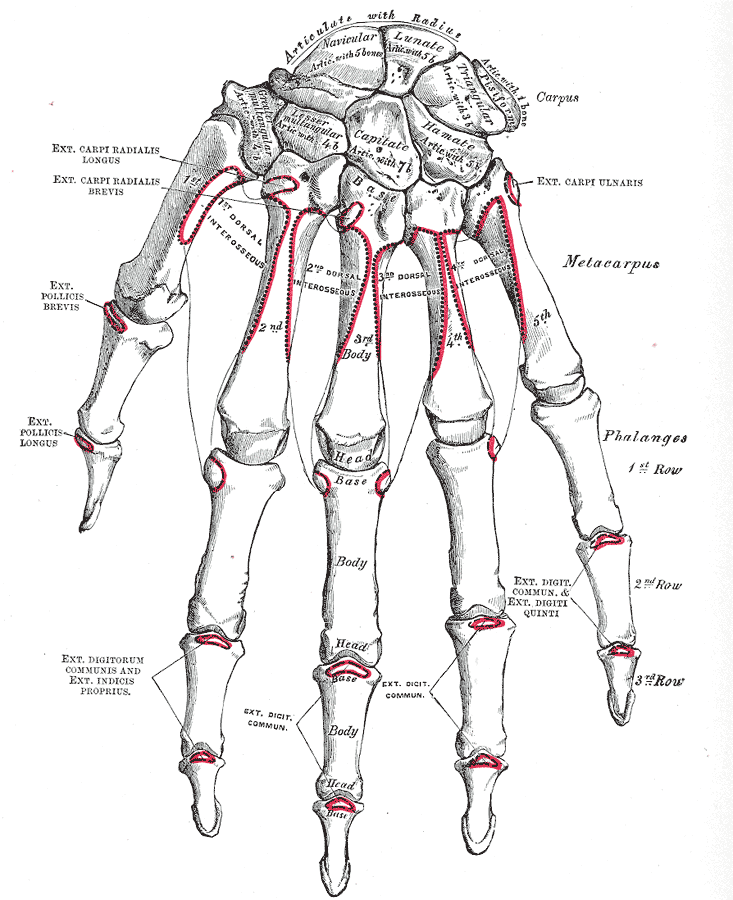
De botten van de rechterhand

Vingerkootjes zijn kleine stukjes bot. Ze bevinden zich, zoals de naam al aangeeft, in de vingers en geven stevigheid hieraan. Daarnaast hechten strek- en buigpezen zich eraan.
De vingerkootjes zijn het uiteinde van de handen. In het Latijn worden deze phalanges (Nederlands: falangen) genoemd.
Anatomisch gezien bestaan de vingers uit drie soorten falangen:
- de proximale falanx, het dichtst bij de handrug
- de middelste falanx, in het midden van de tweede tot en met de vijfde vinger
- de distale falanx, aan de toppen van de vingers ter hoogte van de nagels

De duim heeft, in tegenstelling tot de overige vingers, twee in plaats van drie kootjes.
Bij de tenen spreekt men van teenkootjes.